# Diva Renatta Jayadi
Diva Renatta Jayadi (* 24. Januar 2002) ist eine indonesische Leichtathletin, die sich auf den Stabhochsprung spezialisiert hat.

## Sportliche Laufbahn
Erste internationale Erfahrungen sammelte Diva Renatta Jayadi im Jahr 2018, als sie bei den Asienspielen in Jakarta mit übersprungenen 3,55 m den sechsten Platz belegte. Anschließend gelangte sie bei den Olympischen Jugendspielen in Buenos Aires auf Rang 13. Im Jahr darauf gewann sie bei den Jugendasienmeisterschaften in Hongkong mit 3,55 m die Bronzemedaille und im Dezember belegte sie bei den Südostasienspielen in Capas mit 3,80 m den vierten Platz. Auch bei den Südostasienspielen 2023 in Phnom Penh wurde sie mit 4,00 m Vierte und im August gelangte sie bei den World University Games in Chengdu mit derselben Höhe auf den sechsten Platz. 2ß25 belegte sie bei den Asienmeisterschaften in Gumi mit 3,98 m den geteilten vierten Platz.
2022 wurde Jayadi indonesische Meisterin im Stabhochsprung.